# Bruno Chizzo
Bruno Chizzo, né le 19 avril 1916 à Udine et mort le 14 août 1969à Trieste, est un footballeur italien évoluant au poste de milieu de terrain.

## Carrière
Chizzo évolue durant toute sa carrière en Italie, à l'Udinese Calcio, l'US Triestina Calcio, l'AC Milan, le Genova 1893, l'Anconitana, l'AC Bolzano et l'Empoli FBC. Il est aussi convoqué en équipe d'Italie de football et fait partie du groupe de l'équipe jouant la Coupe du monde de football de 1938 remportée par les Italiens. Il ne joue cependant aucun match.